# Bujanda
Bujanda es un concejo del municipio de Campezo, en la provincia de Álava, España. 

## Toponimia
El topónimo aparece por primera vez como Buszanda en un documento fechado en el año 1071. Posteriormente se recoge Buxanda en varios registros (como el Cuaderno de Ordenanzas de Álava de 1724) con la grafía <x>, que hasta el siglo XVII representaba la consonante prepalatal fricativa sorda. Posteriormente esta consonante se velarizó en el sonido moderno j, que es el que se transcribe en la denominación oficial actual.
Posiblemente signifique "lugar de bojes" (del latín buxus más el sufijo locativo -anda).

## Geografía

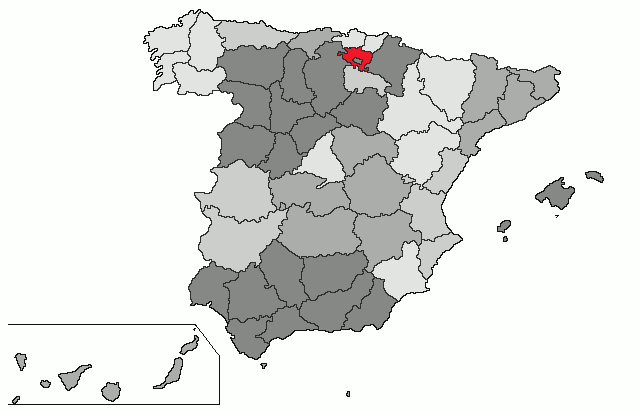
Provincia de Álava

Bujanda pertenece orográficamente a la cuenca alta del río Ega en el brazo del Ega de Azaceta. Se sitúa a 615 metros de altitud en la ladera oriental del monte Muela (1059 m.), bajo las estribaciones de Barrancos y Altomediano (711 m.).
Por la parte más baja de la población (600 m.) discurre el río Izki, afluente del Ega de Azaceta. Este río procede del bosque también llamado Izki, atraviesa por poniente el desfiladero de Corres, entre los montes Muela y Soila (990 m.), y junto a la Central de Electricidad de Antoñana desemboca en el río Ega que viene del puerto de Azaceta. Este brazo del río Ega, después de al piscina fluvial del término de Fresnedo, en las cercanías de Santa Cruz de Campezo, confluye con el otro brazo del Ega proveniente de la Sierra Cantabria-Toloño, en la base misma del monte Joar (1416 m.), cumbre más alta de la Sierra de Codés, y ya en un solo cauce continúa como río Ega hacia Navarra.
Bujanda se encuentra en el extremo sur del parque natural de Izki.

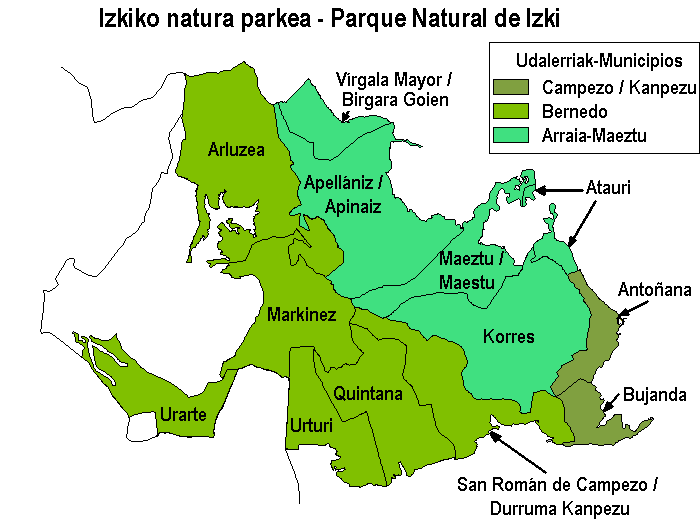
Término de Bujanda en el parque natural de Izki (parte inferior de la ilustración)

Por sus calles discurre un ramal del Sendero Histórico GR-1, Senda de Gran Recorrido, procedente de Ampurias (Gerona) y con destino a Finisterre (La Coruña).
Recientemente se han trazado numerosas rutas de bicicleta de montaña.
Bujanda dista 7 km de Santa Cruz de Campezo, capital del municipio y de la cuadrilla; 36 km de Vitoria, capital de Álava; 35 de Estella, cabecera de la Merindad de Estella; y otros 40 de Logroño, capital de La Rioja.

## Demografía
Según el censo de 1960 Bujanda contaba entonces con 97 habitantes. Pero a partir de esa fecha la población acusa un dramático retroceso, reduciéndose a la tercera parte en tan solo quince años. El censo de 1975 contabiliza 34 habitantes, algo más del doble de los 16 censados en 2008, 11 varones y 5 mujeres, mínimo hasta la fecha. 
Desde que se conocen datos censales, a finales del siglo XVI hasta mediados del siglo XIX, el índice demográfico fue positivo. Pero a partir de ese momento comienza un progresivo declive, que se acentúa en la importante transformación agraria de la década de los sesenta:
- A finales del siglo XVI 15 vecinos 75 personas
- A finales del siglo XVIII 20 vecinos 100 personas
- A mediados del siglo XIX 30 vecinos 150 personas
- En el año 1900, 124 personas
- En el año 1930, 113 personas
- En el año 1960, 97 personas

| Gráfica de evolución demográfica de Bujanda entre 2000 y 2017 |
|                                                               |
| Población de derecho según los censos de población del INE.   |

## Situación administrativa
Bujanda es un concejo regido por una Junta Administrativa compuesta por presidente o regidor y dos vocales elegidos por sufragio universal entre todos los vecinos cada cuatro años. 

## Historia y patrimonio

### sigloXI
Según recoge el historiador Juan Antonio Llorente, en 1071 el entonces gobernador de Álava don Marcelo y su mujer doña Gotona donaron el patronato de la iglesia de Buszanda en favor del monasterio de San Salvador de Leyre, lo que prueba la existencia de patronatos laicos en la provincia en el siglo XI. Junto al de Bujanda, donaron también los de Riba, hoy despoblado de la (Cuadrilla de Añana), y Pangua (Condado de Treviño).

### sigloXIII
La ubicación de la población adquiere relevancia durante el siglo XIII, momento en el que se alza un templo románico, por su situación estratégica en la ruta entre las vecinas poblaciones fortificadas de Corres y Santa Cruz de Campezo. Un importante acontecimiento se ha producido en la zona: el triunfo de Alfonso VIII de Castilla sobre Sancho VII de Navarra, a quien arrebata el paso hacia Irún y Francia por el valle del río Oria, desde la Llanada Alavesa, así como la salida al mar por San Sebastián y Fuenterrabía.
Alfonso X de Castilla reforzó el eje defensivo Corres-Santa Cruz con la concesión a ambas villas del fuero de Logroño en 1256.
Bujanda no guarda restos de muralla ni de casa fuerte, por lo que no parece haber desempeñado función militar, a diferencia de las principales villas de su entorno, salvo tal vez la de atalaya desde el edificio parroquial. La ubicación del templo ocuparía originalmente, como era habitual, la zona más elevada, supuestamente de vigilancia del paso hacia la fortificación de Corres.

#### Templo parroquial
En la actualidad, el templo ha quedado en la zona intermedia de la población, lo que hace suponer que la habitación creciera hacia la parte superior, ocupando los márgenes de los dos caminos hacia Genevilla y San Román y más cercana al abastecimiento de agua.
Es el edificio más antiguo de la localidad, dedicado a la Asunción de Nuestra Señora, anteriormente a la Degollación de San Juan. De la original construcción románica únicamente conserva la portada de arco apuntado y doblado, el presbiterio y el primer tramo de la nave. El resto, de estilo gótico, data de los siglos XV y XVI, a excepción de la torre, de estilo barroco, que es del XVII y XVIII.

### sigloXIV
El templo parroquial estuvo vinculado al valle de Laminoria, a través de la abadía de Santa Pía, la cual percibía los diezmos y nombraba a los beneficiarios. Esto  mantenía a Bujanda libre del señorío de Ruiz de Rojas, quien en 1377 recibió de Enrique de Trastamara la jurisdicción sobre las vecinas villas de Antoñana y Santa Cruz de Campezo, posteriormente heredadas por los Mendoza, condes de Orgaz, quienes las retuvieron hasta bien entrado el siglo XVII.
Precisamente en 1367 el valle de Campezo adquirió una relevancia estratégica singular como enclave de avituallamiento previo a la Batalla de Nájera, en la que los Rojas participaron en el bando de Trastamara, frente al ejército de Pedro I.

### sigloXVI
El templo alberga los restos incorruptos de San Fausto Labrador y este hecho ha dado a Bujanda cierta notoriedad en el pasado. El Visitador cita en 1558 que ya entonces contaba con una Cofradía que ofrecía cultos al santo y celebraba fiestas solemnes en su honor.
El 19 de julio de 1600 se celebró en la iglesia parroquial un acto religioso renombrado, el bautismo de Felipe de Lazcano, octavo señor de Corres, Contrasta y Arana, quien con 22 años sería nombrado caballero de la Orden de Santiago, ocupando cargos de diversa importancia en la corte de Felipe IV.

#### Relicario de plata
Entre los objetos de más valor que se conservan en la parroquia, destaca un relicario de plata de 1596 que ha sido definido como "pieza singular en la orfebrería alavesa". Representa a San Fausto Labrador, en estilo romanista, erguido como monje barbudo, cuyo hábito, con escapulario, forma pliegues encañonados en su caída, típicos del estilo renacentista. Empuña con la mano derecha una azada, con la que según la tradición abría fuentes para los campesinos, y sostiene una cantimplora con la izquierda, indicando su condición de peregrino. A la altura del pecho tiene una teca con cristal para las reliquias (que se colocaron en 1636).
La figura está asentada sobre un podio cilíndrico en el que están grabados los escudos heráldicos y divisas de los linajes Álava y Guevara, porque fue donado por don Carlos de Álava y su esposa doña María Ana de Guevara en agradecimiento por el nacimiento de su hija Ana María, según indica la inscripción latina Divo Fausto quod ejus patrocinio ex D. Maria Anna de Guevara D. Annam Miriam filiam optatiss. susceperit D. Karolus de Alava patrono bene merenti de suo posuit. Año de 1596.
En la parte posterior lleva los punzones del platero Juan de Nápoles Mudarra y del marcador Juan de Benavente, ambos artífices muy destacados de Valladolid.

### sigloXVII
Posiblemente debido a la creciente popularidad del culto a San Fausto Labrador y a las nuevas necesidades religiosas, el templo parroquial fue ampliado con dos nuevos tramos de nave en el año 1626 y reformado interiormente con la adición de un coro pocos años más tarde. También en el siglo XVII se comienza la construcción de la torre.
Este siglo parece ser próspero y de importantes cambios en Bujanda, ya que es cuando se reforman las principales viviendas en fábrica que se ha mantenido hasta la actualidad y entre las que destacan las dos casas blasonadas de los Sagasty y los Arrietha.
En 1639 don Gonzalo Chacón y Belasco, obispo de Calahorra y la Calzada, donó al templo un extraordinario relicario de plata, con forma de arqueta rectancular calada, adornada con costillas, asas laterales en volutas, pie ovalado con decoración grabada y rematado por una cruz. La obra se ha atribuido a Tomás de Apellániz, platero de Logroño, a quien se encargaro otras obras a lo largo de varios años.
De 1639 data también el sagrario realizado por el ensamblador Jerónimo de Echávarri y el escultor Juan Bazcardo. Está rematado por una talla en nogal de la Virgen del Rosario, descrita como de estilo naturalista barroco. La figura está envuelta en un ampuloso manto de pliegues quebrados que denotan el conocimiento de las obras de Gregorio Fernández por parte de Bazcardo. Presenta también un graciso y movido contrapposto, con la pierna derecha flexionada y vuelta en dirección ligeramente opuesta al busto.

### sigloXVIII
En el siglo XVIII hay documentada la cesión de una reliquia de San Fausto Labrador al monarca Fernando VII.
La población obtiene la concesión por medio de Real Provisión de 1777 de un Alcalde Ordinario. La Cofradía de la Santísima Trinidad y de San Fausto contaba en este momento con doce sacerdotes y cuarenta y dos seglares.
Durante este siglo desaparece la abadía de Santa Pía, recuperando la parroquia local las rentas. Sin embargo la relación con los valles de Laminoria y Arraya siguen siendo estrechas, como atestigua el hecho de que un vecino de Bujanda, Francisco Javier de Sagastui, fuera alcalde mayor de Arraya.

### sigloXIX
San Fausto fue considerado patrono de la fecundidad, por lo que fueron solicitadas y obtenidas reliquias suyas por las reinas María Luisa de Parma (1751-1819), María Isabel de Braganza (1797-1818) e Isabel II (1830-1904).
La zona fue muy activa durante las Guerras Carlistas (véase por ejemplo la batalla de Arquijas).
Hacia mediados del siglo XIX, el lugar, por entonces perteneciente al ayuntamiento de Antoñana, tenía contabilizada una población de 90 habitantes. Aparece descrito en el cuarto volumen del Diccionario geográfico-estadístico-histórico de España y sus posesiones de Ultramar de Pascual Madoz de la siguiente manera:

BUJANDA: en la prov. de Alava (4 1/2 leg. á Vitoria), part. jud. de Laguardia (4), aud. terr. de Burgos (23), c. g. de las prov. Vascongadas, dióc. de Calahorra (15), ayunt. de Antoñana (3/4): sit. en las inmediaciones del r. Ega, y en terreno montuoso, ventilado y con clima saludable. Tiene 30 casas y una parr. (la Degollacion de San Juan Bautista), en la cual se venera el cuerpo incorrupto de San Fausto, aneja de la de Campezo, y servida por un cura cuyo destino fué creado en 30 de junio de 1785. Confina el term. N. Antoñana (3/4 leg.); E. Sta. Cruz de Campezo; S. Quintana (3/4), y O. Corres, y San Roman (1/2). El terreno abunda en aguas de buena calidad, que aprovechan los hab. para beber, y otros objetos. prod.: trigo, cebada, avena, legumbres, hortaliza, frutas y pastos para alimento del ganado vacuno, mular, de lana y cabrio. Hay mucho arbolado en los montes, y caza de liebres, perdices, y otras aves de paso, con bastantes animales dañinos. ind.: ademas de la agrícola, se dedican los vec. al corte de maderas y al carboneo. pobl.: 30 vec., 90 alm. riqueza y contr. (V. Alava, Intendencia).
(Madoz, 1846, p. 493)

En la actualidad, pertenece al municipio de Campezo. En 2022, la entidad singular de población tenía empadronados veinticuatro habitantes y el núcleo de población, veintitrés.

## Patrimonio
Hay en el lugar una iglesia de la Asunción de Nuestra Señora.

## Fiestas y costumbres

### Rogativas a San Fausto Labrador
Según recogen las crónicas del historiador Joaquín José de Landázuri y Romarate, San Fausto Labrador era original de Alguaire (Lérida). Desde muy joven se dedicó a los pobres y necesitados. Se embarcó en el Mediterráneo y fue hecho prisionero por los sarracenos. Fue esclavo de un amo cruel que no dudaba en azotarle cada vez que lo encontraba rezando. Un día el amo se desmayó al ver que el instrumento de labranza realizaba la labor solo, mientras el santo oraba. A partir de esto catequizó al moro y volvieron los dos a Alguaire. Cercano a la muerte pidió a sus parientes y amigos: “después de mi muerte pondréis mi cuerpo sobre la caballería que tengo, y aquel sitio donde Dios la condujera, allí me dejaréis”. El santo debió morir hacia el año 614. Los parientes y amigos llevaron a cabo su petición, lo colocaron sobre la caballería y esta vedó los ríos Ebro, Aragón y Ega llegando a Bujanda.
El II tomo del Catálogo Monumental de la Diócesis de Vitoria dice lo siguiente:
“Ya en el siglo XVI se celebraban fiestas solemnes en honor del Santo, con asistencia de los pueblos de la Comarca, el lunes después de la Trinidad. Además de ese día y del catorce de octubre, festividad del Santo, eran fechas de especial afluencia de gentes a Bujanda la Pascua de Pentecostés y los días del mes de mayo; en ellos celebraban letanías los pueblos de las próximas comarcas, desde Bajauri a Zúñiga y desde el Valle de Arana hasta la Rioja”.

### Fiestas patronales
Las fiestas patronales se celebran el primer fin de semana de octubre.

### Txalaparta eguna
El sábado 12 de julio de 2008 se celebró en la localidad la quinta edición del día de la txalaparta  (txalaparta eguna) en Álava.